# 谢光
谢光（1929年—2017年5月23日），江苏无锡人，中国人民解放军中将。

## 生平
1948年，谢光考入北京铁道学院（现北京交通大学），1949年参加中国人民解放军第四野战军，历任南下工作团学员、随营学校区队长、后勤部宣传股文化教员、职位。1953年谢光进入哈尔滨军事工程学院航空工程系飞机设计专业就读，毕业后留校任教。后离开学校，历任国防部第六研究院研究室主任、研究所副所长，国务院国防工业办公室副局长，国防科工委科技部副部长，国防科工委副主任等职位。
1988年授予少将军衔，1990年晋升中将。
2017年5月23日，谢光在北京逝世，享年88岁。5月27日在北京八宝山殡仪馆东礼堂举行告别仪式。